# Zahum (Mostar, BiH)
Zahum je bivše samostalno naselje s područja današnje općine Mostar, Federacija BiH, BiH.

## Povijest
1930. godine u na Pijescima u Zahumu podignut je na desnoj obali rijeke Radobolje Franjevački samostan i crkva sv. Antuna Padovanskog. Preživio je osmansko osvajanje, ali su ga Osmanlije srušile 1526. kad je biskup došao dušobrižnički obići Mostar. U 16. stoljeću na mjestu toga katoličkoga samostana podigle su džamiju Hadži Ali-bega Lafe.
Za vrijeme socijalističke BiH ovo je naselje pripojeno naselju Mostar.